# Wiktor Sowa
Wiktor Sowa (ur. 24 sierpnia 1941 w Luborzycach) – polski inżynier i urzędnik państwowy, działacz opozycji demokratycznej w PRL, w latach 1993–1996 wojewoda nowosądecki.

## Życiorys
Z wykształcenia jest inżynierem automatyki. W latach 1964–1982 zatrudniony w Nowotarskich Zakładach Przemysłu Skórzanego "Podhale", następnie w Zakładzie Drzewnym "Scanprodukt" w Podczerwonem oraz Spółdzielni Inwalidów "Harnaś". Był działaczem regionalnej NSZZ "Solidarność". Na początku stanu wojennego internowany.
Na początku lat 90. sprawował funkcję kierownika urzędu rejonowego w Nowym Targu. We wrześniu 1993 został mianowany przez premier Hannę Suchocką na stanowisko wojewody nowosądeckiego. Swoje obowiązki pełnił do 1996. W wyborach 1998 uzyskał mandat radnego Nowego Targu z ramienia koalicji Unii Wolności i UPR.
W 2006 m.in. przez dziennikarzy "Dziennika Polskiego" był pomawiany o współpracę z SB, został oczyszczony z tych zarzutów w postępowaniu sądowym. W 2016 Instytut Pamięci Narodowej wykonując orzeczenie Sądu Okręgowego w Krakowie, opublikował przeprosiny za przyczynienie się do rozpowszechniania fałszywych oskarżeń w tym zakresie